# Maksym z Aleksandrii
Święty Maksym, Maksym z Aleksandrii (zm. 282) – święty katolicki, biskup.
Razem z biskupem Dionizym przeżył wygnanie, a po jego śmierci przejął obowiązki biskupa Aleksandrii.
Jego wspomnienie obchodzone jest w Kościele katolickim 27 grudnia. Lokalnie można spotkać inne daty: 9 lub 23 kwietnia.